# 北堂書鈔
| サブスタブ | この項目は、まだ閲覧者の調べものの参照としては役立たない、書きかけの項目です。この項目を加筆・訂正などしてくださる協力者を求めています。このテンプレートは分野別のサブスタブテンプレートやスタブテンプレート（Wikipedia:分野別のスタブテンプレート参照）に変更することが望まれています。 |

『北堂書鈔』（ほくどうしょしょう）は、中国隋代末期の大業年間（605年-618年）に虞世南の編により成立した類書である。全160巻。

## 概要
中国において、類書は魏の『皇覧』（3世紀）以来、皇帝による国家事業として作成され、公文書を作成する際の参考書として利用された。
本書（7世紀初）は完本が残る類書としては、中国最古であり、『芸文類聚』・『初学記』・『白氏六帖』とともに「四大類書」と称される。

## 内容
『北堂書鈔』は帝王部、后妃部、政術部、刑法部、封爵部、設官部、礼儀部、芸文部、楽部、武功部、衣冠部、儀飾部、服飾部、舟部、車部、酒食部、天部、歳時部、地部の19部に分かれる。項目ごとに諸書から語句を引用している。